# Karl Lenz (Soziologe)
Karl Lenz (* 11. Juni 1955 in Unterstrogn) ist ein deutscher Soziologe. Er ist seit 1993 Professor an der Technischen Universität Dresden und war ebendort Dekan der Philosophischen Fakultät (2003–2006), Prorektor für Bildung (2006–2010) sowie für Universitätsplanung (2010–2015).

## Leben
Lenz studierte zwischen 1974 und 1980 Soziologie, Sozial- und Wirtschaftsgeschichte sowie Psychologie an der Ludwig-Maximilians-Universität München. Nach Abschluss seines Studiums arbeitete er für ein Jahr als wissenschaftliche Hilfskraft am Institut für Soziologie der LMU München. Danach wechselte Lenz an das Institut für Soziologie der Universität Regensburg. Dort war er zunächst als wissenschaftlicher Mitarbeiter (1981–1985) und nach seiner Promotion (1985) weiter als wissenschaftlicher Assistent (1985–1991) tätig.
Zwischen 1990 und 1992 erhielt Lenz verschiedene Lehraufträge an den Fachhochschulen in Landshut und Regensburg. 1992 habilitierte er sich an der Universität Regensburg und arbeitete dort für ein Jahr als Privatdozent, bevor er 1993 dem Ruf auf die Professur für Mikrosoziologie an der TU Dresden folgte. Dort war Lenz von 2003 bis 2006 Dekan der Philosophischen Fakultät und von 2006 bis 2010 Prorektor für Bildung. Im Zuge der Neubesetzung des Rektorats im August 2010 wurde Lenz zum Prorektor für Universitätsplanung gewählt und hatte dieses Amt bis 2015 inne.

## Schriften (Auswahl)

### Monographien
- Alltagswelten von Jugendlichen. Eine empirische Studie über jugendliche Handlungstypen, Frankfurt 1986.
- Die vielen Gesichter der Jugend. Jugendliche Handlungstypen in biographischen Portraits, Frankfurt 1988.
- Jugendliche heute. Lebenslagen, Lebensbewältigung, Lebenspläne, Linz 1989.
- Soziologie der Zweierbeziehung. Eine Einführung. 3. Auflage. VS Verlag für Sozialwissenschaften, Wiesbaden 2006, ISBN 3-531-43348-2. (erstmals 1998)

### Herausgeberschaften
- Erving Goffman. Ein soziologischer Klassiker der zweiten Generation, hrsg. mit Robert Hettlage, Stuttgart/Bern 1991.
- Deutschland nach der Wende. Eine Zwischenbilanz, hrsg. mit Robert Hettlage, München 1995.
- Familien. Eine interdisziplinäre Einführung, hrsg. mit Lothar Böhnisch, Weinheim 1997 (2. Aufl. 1999).
- Frauen und Männer. Zur Geschlechtstypik persönlicher Beziehungen, Weinheim/München 2003.
- Handbuch Persönliche Beziehungen, hrsg. mit Frank Nestmann, Weinheim 2009.